# 羅克福德鎮區 (伊利諾伊州溫納貝戈縣)
羅克福德鎮區（英語：Rockford Township）是位於美國伊利諾伊州溫納貝戈縣的一個行政鎮區。

## 地方資料
根據2010年美國人口普查的數據，羅克福德鎮區的面積為292.20平方千米，當中陸地面積為287.00平方千米，而水域面積為5.20平方千米。當地共有人口172291人，而人口密度為每平方千米589.63人。